# Бондаренко, Александр Евгеньевич
Александр Евгеньевич Бондаренко (род. 24 сентября 1966 , уроженец города Лениногорск, Восточно-Казахстанской области, Каз.ССР ) — генерал-майор, сотрудник Управления «В» («Вымпел») Центра специального назначения Федеральной службы безопасности Российской Федерации (ЦСН ФСБ России), активный участник специальной операции по освобождению заложников в Беслане, Герой Российской Федерации (2004), начальник Управления «А» ЦСН ФСБ России (2019—2022), начальник ЦСН ФСБ России (с сентября 2022).

## Биография
Александр Евгеньевич Бондаренко родился 24 сентября 1966 года.
В начале 2000-х годов полковник Александр Бондаренко занимал должность начальника 3-го отдела Управления «В» Центра специального назначения (ЦСН) ФСБ России. В этом качестве он принимал активное участие в планировании, подготовке и проведении специальной операции по освобождению заложников в средней школе № 1 города Беслана в Республике Северная Осетия.
Указом Президента Российской Федерации от 11 октября 2004 года за мужество и героизм, проявленные при выполнении специального задания полковник Александр Евгеньевич Бондаренко был удостоен звания Героя Российской Федерации с вручением медали «Золотая Звезда». 18 ноября 2004 года ветеранской организацией спецподразделения «Вымпел» был награждён общественной наградой — орденом «Ветеранский крест» 1-й степени.
В 2019—2022 годах — начальник Управления «А» ЦСН ФСБ России. С сентября 2022 года — начальник ЦСН ФСБ России.
В настоящее время проживает в Москве.

## Награды
- Герой Российской Федерации (11 октября 2004).
- орден «За заслуги перед Отечеством» IV степени (с мечами).
- 2 ордена Мужества.
- орден «За военные заслуги».
- медаль ордена «За заслуги перед Отечеством» II степени (с мечами).
- медаль «За отвагу».
- медаль Суворова.